# Eustomias australensis
Eustomias australensis es una especie de pez de la familia Stomiidae en el orden de los Stomiiformes.

## Morfología
• Los machos pueden llegar alcanzar los 8,7 cm de longitud total.

## Hábitat
Es un pez de mar y de aguas  templadas que vive hasta 500 m de profundidad.

## Distribución geográfica
Es un endemismo de Nueva Gales del Sur (Australia ).